# La Belle Rochelaise
La Belle Rochelaise est un roman de Jean-Guy Soumy, publié en 1998 aux éditions Robert Laffont et ayant reçu le prix des Libraires la même année.

## Résumé
Annibal, un jeune homme de vingt ans quitte l'ennui de son village du plateau de Millevaches, prétextant rejoindre une « belle Rochelaise » en Charente. Dans la forêt de l'Aunis où il a trouvé du travail comme scieur de long, il rencontre Ester, une jeune esclave en fuite, à une époque où la traite négrière sévit encore. Avec son ami Bramefain, lui viennent en aide.

## Éditions
- La Belle Rochelaise, éditions Robert Laffont, 1998,  (ISBN 2-221-07688-5)